# Damiana Deiana
Damiana Deiana (26 de junio de 1970) es una exfutbolista italiana, que jugó el papel de defensora y centrocampista varias temporadas en la serie A y de la selección italiana. 

## Carrera

### Clubes
Damiana Deiana empieza a jugar con el Olmedo. 
Luego se unió al Sassari Torres en 1987, hasta 1996. Ese mismo año se une al equipo de Cascine Vica, con el que solo duró un año. Además que ganó tres títulos de liga y cuatro Supercopas de Italia.
En el verano de 2002, a los 32 años, decidió unirse a Fiammamonza, con el que faltaba una temporada que termina con una actividad total, en la liga y copas, de 31 partidos y 9 goles marcados.
Para el 2005, se une a Torino. Ese mismo año, ella no puede seguir en el equipo, y firma contrato con Olbia. En la primera temporada, terminan en el tercer lugar, mientras que en el campeonato resultó un poco más difícil.
En 2007 se une a Roma, y la asociación fue capaz de hacer en dos años el salto de dos niveles del campeonato italiano de futbol femenino, en el que ganaron gracias a la experiencia de Deiana en el sector de la defensa. Al final de la temporada 2008-2009 Damiana Deiana se despide del fútbol.